# John Stratford (1er comte d'Aldborough)
John Stratford, 1er comte d’Aldborough (1698 - 29 mai 1777)  est un homme politique et un pair irlandais.

## Biographie
Il est né le 10 août 1697  ou en 1698 à Ormond . Il est le fils d'Edward Stratford et de sa première épouse, Elizabeth Baisley, fille d'Euseby Baisley de Ricketstown, Rathvilly, comté de Carlow . Il est un descendant de la famille anglaise de Stratford. Il est inscrit à Trinity College (Dublin) le 8 mai 1716  .
En 1721, il entre à la Chambre des communes irlandaise pour Baltinglass . Il est nommé haut shérif de Wexford en 1727, haut shérif de Wicklow en 1736 et haut shérif de Wexford en 1739 .
Il siège pour Baltinglass jusqu'au 21 mai 1763, date à laquelle il est élevé à la pairie d'Irlande sous le nom de baron Baltinglass, de Baltinglass, dans le comté de Wicklow . Le 22 juillet 1776, il est élevé à la dignité de vicomte Aldborough, de Belan, comté de Kildare  ou du Palatinat de Upper Ormond, faisant partie d’une série de promotions menées par Simon Harcourt, Lord lieutenant d'Irlande, afin d'obtenir un soutien pour le ministère britannique au Parlement d'Irlande  et le 9 février 1777, il devient vicomte Amiens et comte d'Aldborough, du Palatinat d'Upper Ormond . Le titre de vicomte Amiens a apparemment été adapté sur la base d'un lien fictif détaillant la descendance de Stratford d'un compagnon de Guillaume le Conquérant originaire d'Amiens .

## Famille
Il épouse Martha O'Neale, fille du vénérable Benjamin O'Neale, archidiacre de Leighlin . Ils ont six fils et neuf filles . Son fils aîné Edward Stratford (2e comte d'Aldborough), son deuxième fils John Stratford (3e comte d'Aldborough) et ensuite son quatrième fils Benjamin Stratford (4e comte d'Aldborough) lui ont succédé .